# Kujiki
Le Kujiki (旧事纪, Kujiki), ou Sendai kuji hongi (先代旧事本纪, Sendai kuji hongi), est un texte historique japonais. Son contenu a été généralement considéré comme véridique jusqu'au milieu de la période Edo. Toutefois, des universitaires tels que Jikan Imai (今井似闲, Imai Jikan) et Tokugawa Mitsukuni ont souligné des problèmes et montré que le contenu n'était pas tout à fait fiable,,.
Long de dix volumes, ce texte couvre l'histoire de l'ancien Japon selon l'impératrice Suiko, troisième fille de Kimmei ou par Shōtoku Taishi. La préface est censée être écrite par Soga no Umako (+ 626). S'il comprend de nombreuses citations du Kojiki (712) et du Nihon shoki (720), les volumes de cinq ans et dix contiennent des matériaux uniques sur le clan Mononobe. La composition globale est considérée comme ayant été compilée entre 807 et 936. 
Toutefois, il existe des théories selon lesquelles il s'agirait d'une copie d'un texte du VIIe siècle mentionné dans le Kojiki. Le problème de son authenticité n'est pas résolu.